# Баллирон (Дублин)
Баллирон (ирл. Baile Uí Ruáin, англ. Ballyroan) — пригород Дублина, находящийся в Ратфарнеме (Ирландия). Он расположен у подножия гор Дублина, рядом с Баллибоденом, Баттерфилдом, Ноклайном, Старым Орчардом и Сколарстоуном. Городская территория Баллирона. Современный пригород Баллирон несколько выходит за традиционные границы микрорайона.
Центральная часть Баллирона состоит из торгового центра Роузмаунт, публичной библиотеки, открытой в 1986 году и приходской церкви, открытой в декабре 1967 года. На стенах церкви есть две фрески, сделанные Шоном Китингом. Также в Баллироне есть две средние школы и локальная скаутская группа.
Пригород обслуживается автобусным маршрутом 15B.
Из этих мест происходит профессиональный гольфист Патрик Харрингтон.

## Галерея
|  |  |  |